# Кесальтенанго
Кесальтенанго (исп. Quetzaltenango [ketsalteˈnaŋɡo], киче Xelajú [ʃelaˈχu]) — второй по величине город Гватемалы. Центр одноимённого департамента. Население на 2018 год — 180 706 жителей.
Центр города расположен на высоте 2333 метра над уровнем моря.

## История
Основан 7 мая 1524 года.
В 1838—1840 годы был столицей государства Лос-Альтос.
В 2008 году был объявлен столицей Центральноамериканского парламента.

## Экономика
Кесальтенанго — второй по численности город в стране, важный торговый и промышленный центр. В городе расположены цементный завод, шерстяная и хлопчатобумажные фабрики, обувная и пищевая промышленность; имеется аэропорт.

## Известные люди
В этом городе родились президент Гватемалы Хакобо Арбенс, поэт и революционер Отто Рене Кастильо, партизанские руководители Сесар Монтес и Роландо Моран.
- Альварадо Арельяно, Уберто (1927—1974) — гватемальский поэт, писатель, публицист, эссеист, деятель коммунистического движения Гватемалы.